# Rima Marius
La Rima Marius è una struttura geologica della superficie della Luna.